# 萨尔贝克
萨尔贝克（德語發音：[ˌzɑːˈbɛk]）是德国北莱茵-威斯特法伦州的一个市镇。总面积59.02平方公里，总人口7242人，其中男性3587人，女性3655人（2011年12月31日），人口密度123人/平方公里。